# 沙河子水库
沙河子水库是中国吉林省吉林市舒兰市境内的一座水库，位于细林河上，建于1967年。水库正常库容为767万立方米，集雨面积为103平方千米，海拔为259.4米。